# 顏面神經麻痺
顏面神經麻痺（英文：Facial nerve paralysis），中医又称“面瘫”或是“面超特麻”，為常見的神經麻痺現象。與顏面神經有關的結構在出現問題後，都可能导致该病。顏面神經的路徑相當長且相對的迂迴，所以有相當多的原因會造成顏面神經麻痺。最常見的為貝爾氏麻痺，一種只能經由排除診斷的自發性疾病。 
完整的病史及身體檢查是診斷的第一步。

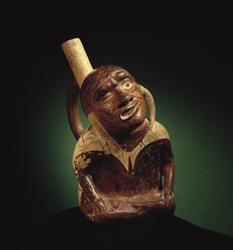
公元300年，莫希文化中呈現顏面神經麻痺的文物。 位於祕魯利馬拉科博物館內的館藏。

一個人試圖顯示他的牙齒和提高他的眉毛，他的右邊臉呈現貝爾氏麻痺

在身體檢查中，通常有兩個步驟，第一是要病人嘴角上揚的微笑，第二步驟是要病人皺眉。這是用來辨識完全麻痺（中樞性顏面神經麻痺）和局部麻痺（末梢性顏面神經麻痺）。完全麻痺是藉由前額的運動是否有受損來決定（第二步驟）。這是一個非常重要的步驟，因為這可以幫助我們知道受傷的部位是在與顏面神經有關的上運動神經元的部份，或是在下運動神經元的部份。
實驗室中的檢查包括肌电图和F波，聽力紀錄圖表、神經傳導檢查、若面神經電圖（ENoG）、斷層掃瞄（CT）或核磁共振（MRI）影像等。

## 原因
- 貝爾氏麻痺
- 亨特氏症候群
- 創傷
- 腫瘤
- 耳部帶狀皰疹
- 急性或慢性中耳炎
- 神經類肉瘤病
- 牟比士症候群
- 中風